# 零 -ZERO-
「零 -ZERO-」（ぜろ）は、福山雅治の楽曲。2018年4月7日に4作目の配信限定シングルとしてリリースされた。

## 概要
アニメ映画『名探偵コナン ゼロの執行人』の主題歌として書き下ろされた曲で、福山にとって『名探偵コナン』とのタイアップは今回が初となる。
2018年4月3日には、同年3月に日本武道館で行なった自身のライブの映像と『コナン』のアニメーションを融合させたミュージック・ビデオがGYAO!で先行公開された。

## チャート成績
「零 -ZERO-」は2018年4月7日付のオリコンにおけるデジタルシングルのデイリーランキングでは1.5万DLで1位にランクインし、4月16日付のオリコンにおけるデジタルシングルの週間ランキングでは、19,989ダウンロードで3位にランクインした。さらに、配信2週目となる4月23日付のオリコンにおけるデジタルシングルの週間ランキングでは、20,081ダウンロードで2位にランクアップしている。
また「零 -ZERO-」はBillboard JAPANによる2018年4月16日付のHot 100でも初登場9位を記録し、同日付のアニメ楽曲・チャート「Hot Animation」では2位を、同日付のデジタルシングルのチャート「Top Download Songs」では3位を獲得している。さらに、配信2週目となる4月23日付のデジタルシングルのチャート「Top Download Songs」では2位にランクアップしている。
さらに、「オリコン年間デジタルランキング2018」では146,003ダウンロードで28位、「Billboard Japan Top Download Songs Year End」では27位、「Billboard Japan Hot Animation Year End」では5位を記録した。

## 収録曲
1. 零 -ZERO (4:14)
東宝系映画『名探偵コナン ゼロの執行人』主題歌[8][9][10][11][12][13][14][15]。
福山自身が脚本を読み込み、今作の世界観を追求して楽曲を書き下ろした。「真実を追求するものと己の正義を貫く者、それぞれの信念が激突する今作を主題歌で表現できればと思っています」と語るなど、「コナンと安室のバトル」という今作のテーマに寄り添い、映画の世界観が色濃く反映された楽曲となっている。楽曲を書き下ろした福山は「身の引き締まる思いです。それぞれのキャラクターが持つ深い背景、世界が直面しているリアルタイムの危機、謎解きの伏線と回収、その秀逸さにいつも感動しております。真実を追求する者と己の正義を貫く者、それぞれの信念が激突する今作を主題歌で表現出来ればと思っています。」と、歴史ある『コナン』の世界に音楽で参加することへの思いを語っている[8][9][10][11][12][13][14][15]。
名探偵コナンの映画主題歌としては、配信開始及び劇場公開（2018年4月13日）から自身の作品における初CD化（2020年12月8日発売のアルバム『AKIRA』所収）までの期間が最も長い楽曲となった。